# Branchinecta minuta
Branchinecta minuta är en kräftdjursart som beskrevs av Smirnov 1948. Branchinecta minuta ingår i släktet Branchinecta och familjen Branchinectidae. Inga underarter finns listade.